# Zorgwoning
Een zorgwoning is een woonoplossing waarbij een kleinere, zelfstandige woning wordt geplaatst op of nabij het perceel van een hoofdverblijf, met als doel zorgbehoevenden dicht bij hun familie of mantelzorgers te laten wonen. Dit type woning wordt vaak gebruikt voor ouderen, personen met een beperking of mensen in een revalidatietraject.

## Kenmerken
Een zorgwoning is doorgaans een compacte, gelijkvloerse woning met aangepaste voorzieningen, zoals bredere deuropeningen, een inloopdouche, of ruimte voor een rolstoel of tillift. Ze kunnen worden gebouwd als een aanbouw aan de bestaande woning, als aparte unit op het perceel, of geïntegreerd in de hoofdwoning (bijvoorbeeld via een aparte verdieping of vleugel).

## Wetgeving
In België gelden specifieke regels voor het plaatsen van een zorgwoning. Zo is in Vlaanderen sinds 1 augustus 2012 geen stedenbouwkundige vergunning meer nodig voor een zorgwoning, zolang aan bepaalde voorwaarden wordt voldaan, zoals het behouden van de tijdelijke aard en het registreren van de inwonende zorgbehoevende. Gemeentelijke voorschriften of verkavelingsvoorschriften kunnen echter aanvullende beperkingen opleggen.

## Modulaire zorgwoningen
De opkomst van modulair bouwen heeft geleid tot een versnelde adoptie van verplaatsbare of snel te installeren zorgunits. Dergelijke woningen kunnen vaak zonder fundering maar met schroefpalen worden geplaatst, mits de ondergrond dit toelaat.

## Voordelen
- Zorgbehoevende kan dicht bij familie blijven wonen
- Minder druk op woonzorgcentra of assistentiewoningen
- Lagere woon- en zorgkosten
- Tijdelijke oplossing die weer kan worden verwijderd

## Nadelen
- Niet altijd mogelijk op elk perceel omwille van stedenbouwkundige voorschriften
- Aankoop- of plaatsingskosten kunnen hoog oplopen zonder subsidies
- Niet elke zorgwoning is aangepast aan zwaardere zorgnoden